# 13253 Stejneger
13253 Stejneger eller 1998 OM13 är en asteroid i huvudbältet som upptäcktes den 26 juli 1998 av den belgiske astronomen Eric W. Elst vid La Silla-observatoriet. Den är uppkallad efter ornitologen, herpetologen och zoologen Leonhard Hess Stejneger.
Asteroiden har en diameter på ungefär 2 kilometer.